# Taxiphyllum alare
Taxiphyllum alare là một loài Rêu trong họ Hypnaceae. Loài này được (Broth. & Yasuda) S.H. Lin miêu tả khoa học đầu tiên năm 1988.